# Bernhard Casper
Pour les articles homonymes, voir Casper.
Bernhard Casper, né le 24 avril 1931 à Trèves et mort le 8 juin 2022 à Wittnau (Bade-Wurtemberg), est un philosophe allemand.

## Biographie
Né le 24 avril 1931 à Trèves, Bernhard Casper passe son abitur en 1949 à Aschaffenburg.
De 1979 à 2000 il enseigne la philosophie chrétienne des religions à l'université de Fribourg-en-Brisgau. Il est prêtre du diocèse de Würzburg. Il habite à Wittnau. Le théologien se fait surtout connaître par ses efforts pour mettre un pont entre la phénoménologie religieuse française et la théologie allemande. Pour cela, il est nommé docteur honoris causa de l'Institut catholique de Paris en 1995.
En 2012, il se voit décerner la citoyenneté d'honneur de la municipalité de Travagliato, par le maire de l'époque, Dante Daniele Buizza.
Bernhard Casper meurt le 8 juin 2022 à l'âge de 91 ans.

## Publications
- Die Rose der Barmherzigkeit - Ein Hauptwerk des Freiburger Münsters. Herder, Freiburg, 2021  (ISBN 978-3-451-38582-7).
- „Geisel für den Anderen – vielleicht nur ein harter Name für Liebe“. Emmanuel Levinas und seine Hermeneutik diachronen da-seins. Alber, Freiburg/München 2020  (ISBN 978-3-495-49080-8).
- Das Dialogische Denken. Franz Rosenzweig, Ferdinand Ebner und Martin Buber. Herder, Freiburg Basel Wien 1967. Neuausgabe mit Exkurs zu Emmanuel Levinas: Alber, Freiburg/München 2020  (ISBN 978-3-495-48930-7)[5].
- Grundfragen des Humanen. Studien zur Menschlichkeit des Menschen. Schöningh, Paderborn  2014  (ISBN 978-3-506-77883-3).
- Angesichts des Anderen. Emmanuel Levinas – Elemente seines Denkens. Schöningh, Paderborn 2009  (ISBN 978-3-506-76771-4).
- Das Ereignis des Betens. Grundlinien einer Hermeneutik des religiösen Geschehens. Alber, Freiburg/München 1998  (ISBN 978-3-495-47894-3).
- Wesen und Grenzen der Religionskritik. Feuerbach, Marx, Freud. Echter, Würzburg 1974  (ISBN 978-3-429-00370-8).
- Hrsg.: Phänomenologie des Idols. Alber, Freiburg/München 1981  (ISBN 978-3-495-47453-2).
- Hrsg.: Gott nennen. Phänomenologische Zugänge. Alber, Freiburg/München 1981  (ISBN 978-3-495-47454-9).
- mit Walter Sparn Hrsg.: Alltag und Transzendenz. Studien zur religiösen Erfahrung in der gegenwärtigen Gesellschaft. Alber, Freiburg/München 1992  (ISBN 978-3-495-47739-7).